# Коныр-Аулие (Абайская область)
Коны́р-Аулие́ — пещера в горе Актас в 20 км от села Токтамыс Абайского района Абайской области и 300 км от административного центра Абайской области Семея. Средняя температура воздуха в пещере до +10 °C. В пещере находится пресный водоём глубиной до 5 метров с температурой воды +4 °C. Пещера является популярным местом туризма и паломничества.

## Описание
Вход в пещеру представляет собой расщелину высотой более 2 м. В 10 м от входа находится каменное изваяние «Калмык», как называют эту фигуру местные жители. Справа от входа — главная пещера с подземным озером. Длина пещеры — 115—120 м, ширина от 10 до 40 м. Примерные размеры подземного водоёма 8—17×12—15 м, глубина до 5 м. Температура воды +4 °C.

## Сакральное значение

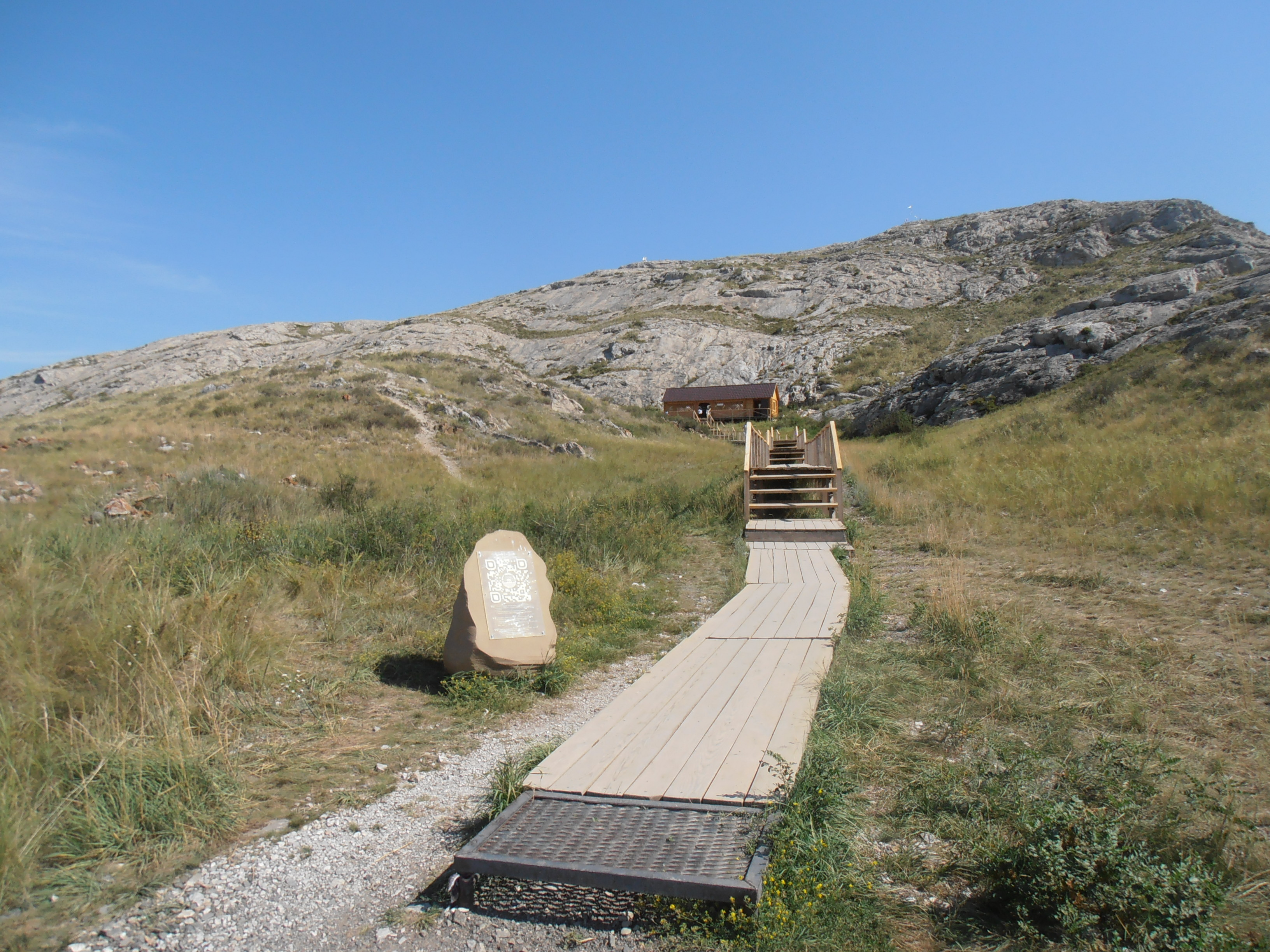
Дорога к пещере

Пещера и вода озера внутри пещеры считаются священными среди местного населения, поэтому активно посещаются паломниками. По преданиям местных жителей, их предки залечивали здесь раны в перерывах между боями.

О паломничестве к пещере в 1892 году приводились данные в «Витебских губернских ведомостях»: 
Коныр аулие — священная пещера казахов вблизи Семипалатинска. Люди приходят туда, поклоняясь каменному изваянию, изображающему женщину. Вокруг статуи разбросаны мелкие каменные предметы, бусы и бронзовые фигурки. Возле пещеры часто проводят обряд жертвоприношения, а во время эпидемий сюда приводят скот.
По одной из легенд, во времена всемирного потопа Всевышний сохранил жизнь трём братьям — Коныру, Кырану и Кулану, которые больше заботились о других, нежели о себе. Во время потопа они не стали занимать места в Ноевом ковчеге, а спаслись, привязав к нему несколько брёвен. Сильное течение сорвало брёвна и унесло в разные стороны. Когда вода сошла, брёвна зацепились за три горы. Бревно Коныра остановилось последним у входа в пещеру.